# Matrixisme

Un "赤", la figura kanji per al vermell, el símbol del Matrixisme.

El Matrixisme és una religió suposadament inspirada per la trilogia cinematogràfica Matrix. Concebuda per un grup anònim a l'estiu de 2004, va afirmar haver atret 300 membres per maig 2005 i, segons el lloc web Geocities, "uns mil sis-cents membres". Hi va haver algun debat entre els seguidors del matrixisme sobre la seva pràctica es tractava de quelcom seriós. Tot i així, ja fos una religió real o no, va rebre certa atenció als mitjans de comunicació.
El matrixisme es va presentar principalment en 2004. Un lloc web de Yahoo GeoCities creat per una font anònima va proporcionar la base per a la religió. El matrixisme s'inspira en la trilogia Matrix i les seves narracions associades (incloent Animatrix). Tanmateix, aquestes narracions no en són la única base: els ideals del matrixisme es poden remuntar a principis del segle xx, amb la Promulgació de Pau Universal, el registre de les xerrades d'Abdu'l-Bahá durant viatges seus a l'oest dels Estats Units. Tampoc és el primer com que un llibre seu inspira a la creació d'una comunitat religiosa.
El símbol adoptat pel matrixisme és el kanji japonès per a "vermell". Aquest símbol va ser utilitzat en el videojoc Enter the Matrix. El color és una remissió a la píndola vermella, la qual va representar una acceptació de la capacitat de veure veritat, que s'estableix a l'inici de la primera pel·lícula de Matrix.

## Principis
El matrixisme manté quatre creences majors que descriu com "El Quatre Principis del Matrixisme". En resum, aquests eren:
- La creença en una profecia messiànica.
- L'ús de drogues psicodèliques com sagrament.
- Una percepció de realitat com multi-estesa i semi-subjectiva.
- Adhesió als principis de, com a mínim, una de les religions importants del món .

El lloc web del matrixisme declara festiu el 19 d'abril – també conegut com Dia de Bicicleta – en commemoració a l'aniversari de l'experiment d'Albert Hofmann amb LSD el 1943.